# Liam Kofi Bright
Liam Kofi Bright ist ein britischer Philosoph und Assistant Professor sowie Lecturer am Department of Philosophy, Logic and Scientific Method der London School of Economics and Political Science.

## Leben
Bright studierte bis 2010 Philosophie an der University of Warwick und erhielt 2012 einen Master of Science in Wissenschaftsphilosophie von der London School of Economics and Political Science. Anschließend absolvierte er 2015 einen weiteren Master of Science an der US-amerikanischen Carnegie Mellon University in deren Logic, Computation and Methodology-Programm, in dem er 2018 mit einem Ph.D. unter Kevin Zollman promovierte.

## Forschung
Brights Arbeit konzentriert sich auf Wissenschaftsphilosophie und soziale Epistemologie, wobei ein besonderer Schwerpunkt auf der formalisierten Analyse sozialer Phänomene wie Intersektionalität sowie einzelner Elemente des institutionalisierten Wissenschaftsbetriebes liegt. So plädiert er auf dieser Basis etwa für die Abschaffung des peer review und beschäftigt sich mit der Rolle von Betrug und Fälschung in der Wissenschaft. Dabei greift er Elemente des logischen Empirismus und Positivismus auf und verteidigt insbesondere Grundüberlegungen des durch den Wiener Kreis geprägten Verifikationismus. So nennt er etwa Otto Neurath und Rudolf Carnap als Inspirationsquellen.
Im Bereich der Philosophiegeschichte beschäftigt Bright sich häufig mit Thesen aus dem Spektrum der Africana Philosophie, also der philosophischen Tradition Afrikas und der afrikanischen Diaspora, insbesondere dem Werk W. E. B. Du Bois. Neben akademischen Artikeln setzte Bright sich unter anderem auch in Beiträgen bei BBC Radio 4 und Peter Adamsons History of Philosophy without Any Gaps mit dessen Wissenschaftstheorie auseinander.
Im Jahr 2020 gewann Bright den Philip Leverhulme Prize in der Kategorie Philosophie und Theologie.